# 篠冢义男
篠冢义男（1884年9月15日—1945年9月17日），东京都人，大日本帝国陆军中将，1905年入伍，在日军中服役长达40年之久。

## 生平
1905年3月，篠冢义男从陆军士官学校毕业，开始服役，4月即升为步兵少尉。1911年11月，篠冢义男从陆军大学校毕业，因成绩优异获得明治天皇赏赐的一把军刀。1928年，篠冢义男升为大佐，任参谋本部总务处处长，1933年获得少将军衔。
1936年3月7日，篠冢义男任独立混成第1旅团旅团长。徐州会战后，篠冢义男来到中国接替矶谷廉介出任第10师团师团长，后参加了武汉会战。1939年9月7日，篠冢义男任华北方面军第1軍司令官，1941年6月回国，任军事参议院军事参议官兼陆军士官学校校长，为昭和天皇出谋划策，提供军事建议，一年后离职，转入预备役。
1945年9月17日，篠冢义男在东京都涩谷区的家中自尽身亡，终年61岁，死后被葬在青山灵园。